# 応璩
応 璩（應璩、おう きょ、190年 - 252年）は、三国時代の魏の官僚・文人。字は休璉。本貫は豫州汝南郡南頓県（現在の河南省周口市項城市）。祖父は応奉。父は応珣。伯父は応劭。兄は建安七子の一人の応瑒。子は応貞・応純・応秀。孫は応詹（応秀の子）。

## 略歴
応璩は、博学好文で知られ、書記を善くした。曹丕・曹叡のときには散騎常侍となり、曹芳が即位して暫くしてから、侍中・大将軍長史となった。時に曹爽が専断を行い、法に多く違反するようになると、応璩は、詩をもってそれを風刺したという。その詩は広く伝わり、文選にも、百一詩をはじめとした応璩の著作が撰録されている。後に侍中として復帰し、著作を司ったとある。劉知幾の『史通』古今正史篇には、魏の国史である『魏書』の編纂にも参画したと名前が残っている。
嘉平4年（252年）に没し、衛尉を追贈されている。